# Antonio Valladares de Sotomayor
Antonio Valladares de Sotomayor (n. Rianjo, La Coruña; 30 de julio de 1737 - f. Madrid; 1820), poeta, periodista y autor dramático español.

## Biografía
Nacido en el seno de una familia de pequeños hidalgos gallegos, llegó a Madrid en 1760. En 1785 es miembro de la Sociedad Económica de Amigos del País de Osuna. Como periodista editó los 34 volúmenes del Semanario Erudito que comprende varias obras inéditas, críticas, morales, instructivas, políticas, históricas, satíricas y jocosas de nuestros mejores autores antiguos y modernos (1787-1791), que fue continuado en 1816 en el Nuevo semanario erudito. Empezó a escribir teatro para ganarse la vida en colaboración con José Ibáñez y José López de Sedano a finales de la década de los setenta, y obtuvo sus primeros éxitos indiscutibles en el terreno del teatro en los ochenta, hasta llegar al centenar largo de piezas dramáticas, incluidas traducciones y refundiciones, aunque no llegó a las doscientas de Luciano Comella. Firmó sus obras con todo tipo de seudónimos y anagramas. Entre 1797 y 1807 imprimió los nueve tomos de una novela que alcanzó también gran éxito La Leandra. En este género también se le deben unas Tertulias de invierno en Chinchón (1815-20). En 1804 consiguió imprimir el Almacén de frutos literarios inéditos, prohibido nada más salir por Godoy.

## Obra
Fue uno de los grandes escritores ilustrados. Escribió un centenar largo de obras dramáticas que tuvieron una gran aceptación popular, pese a los dicterios que contra ellas lanzaron los menos exitosos y elitistas dramaturgos y comediógrafos neoclásicos, en particular Juan Pablo Forner y Leandro Fernández de Moratín, que veían en él al más representativo autor de la llamada escuela de Luciano Francisco Comella; los primeros románticos tuvieron sin embargo de él una idea muy diferente y, por ejemplo, Ramón Mesonero Romanos le llamó "hombre de bastante erudición y buen gusto". En efecto, difundió la ideología de la Ilustración y la estética neoclásica entre el pueblo. Otras obras suyas son: Vida interior de Felipe II, 1788; Historia de la isla de Puerto Rico, 1788; los cuatro tomos de Tertulias de invierno en Chinchón (1815-20) y La verdad como es en sí, o razones que convencen de la falsa y equívoca expresión que asienta que "peca mortalmente el que hace comedias o concurre a ellas", (impreso en Madrid y reimpreso en Orihuela en 1815), folleto que fue denunciado a la Inquisición y procesado, pero no prohibido.
Entre los géneros que cultivó en su teatro está la comedia heroica (Defensa de La Coruña por la heroica María Pita, 1784); la comedia de magia con El mágico del Mogol (representada en 1782); la comedia lacrimógena o comedia sentimental, llamada por los franceses comedie larmoyante, con piezas como La Cándida (estrenada en 1781). Obtuvo no poco éxito como sainetista con piezas como El español afrancesado, de 1777; Los caldereros, de 1780; Boda a la moda (1782); Cómicos de repente (1782) y El tonto alcalde discreto, (1820), entre otros numerosos títulos.
Tradujo obras de Gresset, Mercier, Fenouillot de Falbaire y, sobre todo, Goldoni. Versionó también El delincuente honrado de Gaspar Melchor de Jovellanos.